# Selaginella schizobasis
Selaginella schizobasis är en mosslummerväxtart som beskrevs av Bak.. Selaginella schizobasis ingår i släktet mosslumrar, och familjen mosslummerväxter. Inga underarter finns listade i Catalogue of Life.